# 휴가 대소동 - 라스베가스
《휴가 대소동 - 라스베가스》(영어: Vegas Vacation)는 미국에서 제작된 스티븐 케슬러 감독의 1997년 코미디 영화이다. 휴가 대소동 시리즈 네 번째 작품이며, 《크리스마스 대소동》(1989) 속편이다. 체비 체이스, 베벌리 디앤절로, 이선 엠브리, 매리솔 니컬스, 랜디 퀘이드, 웨인 뉴턴, 월리스 숀 등이 출연하였고, 제리 와인트라우브 등이 제작에 참여하였다.

## 출연
- 체비 체이스 - 클라크 W. 그리즈월드 역
- 베벌리 디앤절로 - 엘런 그리즈월드 역
- 이선 엠브리 - 러셀 "러스티" 그리즈월드 역
- 매리솔 니컬스 - 오드리 그리즈월드 역
- 랜디 퀘이드 - 에디 존슨 역
- 웨인 뉴턴 - 본인 역
- 월리스 숀 - 마티 역
- 미리엄 플린 - 캐서린 존슨 역
- 지그프리드 앤드 로이 - 본인 역
- 시드 시저 - 엘리스 씨 역
- 셰이 들린 - 비키 존슨 역
- 크리스티 브링클리 - "빨간색 페라리를 탄 여성" 역
- 줄리아 스위니 - 미라지 호텔 접수 직원 역
- 제리 와인트라우브 - 필라델피아 출신 질리 역
- 토비 허스 - 프랭크 시나트라 흉내내는 사람 역

## 기타 제작진
- 공동 제작: R.J. 루이스
- 협력 제작: 프레드 폰태나
- 배역: 재키 버치
- 미술: 데이비드 L. 스나이더
- 세트: 크리스 L. 스펠먼
- 의상: 캐럴 브라운제임스